# Віримо (театр)
Дніпровський драматичний молодіжний театр «Віримо!» — молодіжний театр у Дніпрі, розташований у Палаці дітей та юнацтва по Набережній Перемоги, 5. Театр засновано у 1991 році, з 2003 року театр перебуває в комунальній власності.

## Історія
Історія театру починається з драматичного гуртка, відкритого Володимиром Петренком у Палаці піонерів 16 вересня 1991 року. Прем'єра першої вистави театру (за п'єсою «Дім Бернарди Альби» Лорки) відбулася у березні 1992 року.
1998 року театр вперше бере участь та отримує гран-прі регіонального фестивалю театрального мистецтва «Січеславна» за виставу «Шантеклер». Відтоді «Віримо!» неодноразово стає володарем гран-прі фестивалю (зокрема, у 2000-го із виставою «Кролики та Удави», 2007-го із «Дуже простою історією»), 2009-го із «Голодною кров'ю», 2016-го із «Самогубцєм», 2018-го – із виставою «На краю світу».
Рішенням Дніпровської міської ради (березень 2003) аматорський театр «Віримо!» перезасновується вже як професійний, приналежний до міського управління культури. Незмінним керівником та головним режисером театру (станом на 2019 рік) є його засновник Володимир Петренко.
У репертуарі театру — 16 вистав (переважно російською мовою). Показ відбувається на Великій та Малій сценах Дніпровського палацу дітей та юнацтва.

## Репертуар
- «Рядові» Олексія Дударова[6]

## Участь у фестивалях
- 2018 — ХІІІ Регіональний театральний фестиваль комедії «Золоті оплески Буковини» (м. Чернівці) — вистава «Забути Герострата»[7]

## Приміщення театру
У квітні 2021 року на платформі електронної демократії розпочався збір підписів на користь отримання театром «Віримо!»
власного приміщення в місті.